# Cedarpelta
A Cedarpelta az ankylosaurida ankylosaurusok legbazálisabb ismert neme, amely a késő kréta korban élt Észak-Amerika területén. A koponyájáról hiányzik a mintázat, amit az ankylosaurusok pleziomorfikus jellegeként értelmeznek.
Egyetlen ismert faja tudományos nevének jelentése 'Bilbey és Hall Cedar (Mountain) pajzsa', melyből a nem neve a Cedar Mountain-formációra és az állat páncéllemezeire utal, míg a faj neve a típuslelőhely felfedezőinek Sue Ann Bilbeynek és Evan Hallnak állít emléket.
A Cedarpelta a CEM és a Price River II (PR-2) lelőhelyről, Kelet-Utahból előkerült maradványok alapján ismert, bár korábban úgy vélték, hogy a fosszíliákat a Cedar Mountain-formáció Ruby Ranch-tagozatában találták meg, később kiderült, hogy a fentebb levő, 116–109 millió évesre becsült (apti–albai korszakbeli) Mussentuchit-tagozat aljából származnak.

## Anatómia
Kenneth Carpenter és szerzőtársai (2001-ben) a Cedarpeltát a pofa hátsó része felé (rostrokaudálisan) meghosszabbodott röpnyúlvány a kaudolaterálisan elhelyezkedő csigaszerű nyúlvánnyal, a hat kúpos foggal ellátott premaxilla és az egyenes csípőcsont révén azonosították. A premaxilláris fogak jelenléte pleziomorfikus jelleg, mivel más, kezdetleges madármedencéjűeknél is megtalálható. Ezzel szemben a koponya szemüreg mögötti oldalsó nyílásának bezárulása, az oldalsó temporális koponyaablak fejlett (apomorfikus) jellegzetesség, ami csak az ankylosaurida ankylosaurusoknál ismert.
Két koponya vált ismertté, melyek alapján a Cedarpelta koponyájának hossza körülbelül 60 centiméter lehetett. A Cedarpelta egyik koponyáját, az ankylosaurus koponyák esetében először széttagolódva találták meg, ami lehetővé tette az őslénykutatók számára, hogy egyetlen elcsontosodott egység helyett az egyes csontokat tanulmányozhassák.

## Holotípus
Carpenter és szerzőtársai (2001-ben) a CEUM 12360
katalógusszámú leletet (a Utah állambeli Price-ban levő College of Eastern Utah Prehistoric Museum példányát) jelölték ki a Cedarpelta bilbeyhallorum
holotípus példányának. A CEUM 12360 egy egybefüggő hiányos koponya, melynek pofarésze és állkapcsa hiányzik. Carpenter és kollégái (2001-ben) egy hosszú, a paratípus leletanyagot felsoroló listát is megjelentettek. melynek zöme a Cedarpelta bilbeyhallorumhoz kapcsolt különálló csont.

## Törzsfejlődés
A Cedarpelta bilbeyhallorum Carpenter és szerzőtársai szerint közeli rokonságban áll az északközép-kínai Gobisaurus domoculusszal és a mongóliai Shamosaurus scutatusszal, és az Ankylosauridae családban helyezték el. Azonban Matthew K. Vickaryous és szerzőtársai (2004-ben) a nemet a Nodosauridae család legbazálisabb, a Pawpawsaurus campbellihez, a
Silvisaurus condrayihoz és a Sauropelta edwardsorumhoz legközelebb álló tagjaként sorolták be. Ennek ellenére az új leletanyag Carpenter és kollégái megállapítását igazolja, miszerint a Cedarpelta az egyik legkezdetlegesebb ankylosaurida.

## Fordítás
Ez a szócikk részben vagy egészben a Cedarpelta című angol Wikipédia-szócikk ezen változatának fordításán alapul.  Az eredeti cikk szerkesztőit annak laptörténete sorolja fel. Ez a jelzés csupán a megfogalmazás eredetét és a szerzői jogokat jelzi, nem szolgál a cikkben szereplő információk forrásmegjelöléseként.